# Giulio Berlendis
Giulio Berlendis (Alzano, 23 gennaio 1616 – Alzano, 21 ottobre 1693) è stato un vescovo cattolico italiano.

## Biografia
Figlio di Nicolò, proveniva da una famiglia della nobiltà bergamasca con interessi economici a Venezia.
Avviato alla vita ecclesiastica, fu attivo presso la diocesi di origine come esaminatore sinodale e inquisitore del Sant'Uffizio. Nel 1643 si recò in Francia in qualità di "maggiordomo" della missione capitanata da Angelo Contarini e Giovanni Grimani, inviati presso Luigi XIV per complimentarsi dell'ascesa al trono. Amico di Giovanni Giustinian, ambasciatore della Serenissima presso la Santa Sede, visse con lui a Roma e lo assistette in varie occasioni.
L'influenza del Giustinian, nonché la vicinanza al cardinale Federico Corner, spinse papa Innocenzo X a sceglierlo come vescovo di Belluno (11 maggio 1649), succedendo al defunto Giovanni Tommaso Malloni. Tuttavia, la nomina ufficiale avvenne solo il 6 ottobre 1653 e la consacrazione due mesi dopo: durante questo lasso di tempo si preoccupò di liberare la mensa vescovile dalla gravosa pensione goduta da monsignor Priuli; ad accelerare il suo ingresso in diocesi contribuì il cardinale Pietro Ottoboni, futuro papa Alessandro VIII.
L'amministrazione della chiesa bellunese, che lo vide impegnato per quarant'anni, fu un incarico assai gravoso: si trattava di un ambiente teso e diffidente, in cui il potere civile si scontrava sovente con quello ecclesiastico; la delinquenza dilagava senza essere punita e il clero era in genere rozzo, più dedito agli svaghi che alla meditazione. Per tutta la durata del mandato il Berlendis si preoccupò di riportare i suoi sacerdoti alla disciplina, con l'emissione di precisi regolamenti emessi da tre sinodi (1655, 1667, 1678) e successivamente pubblicati a Venezia.
Per favorire la formazione del clero si impegnò a rivalorizzare il seminario locale, assumendosi personalmente le spese dell'insegnamento di teologia morale da affiancare alle discipline tradizionali.
Di famiglia ricchissima, nel 1662, grazie all'esborso di centomila ducati, entrò nel patriziato veneziano assieme al fratello Camillo e al nipote Nicolò; in quest'occasione il clero bellunese gli dedicò una lapide celebrativa. Nel 1676 finanziò la "campagna elettorale" di Giovanni Sagredo, suocero di suo nipote e aspirante doge. La sua munificenza coinvolse anche Belluno: finanziò i serviti, restaurò il palazzo vescovile, fondò l'Accademia degli Elevati (chiusa dopo la sua morte e riaperta nel 1734 come Accademia degli Anistamici); soprattutto, contribuì all'arricchimento della cattedrale, per la quale curò particolarmente l'altare del Santissimo e acquistò un organo, pregevole strumento da Daniele de Corde.
Assai difficili furono i rapporti con il capitolo dei canonici che, nella rivendicazione delle loro prerogative, ostacolarono più volte la sua attività pastorale. Nel 1691 perse una causa contro il Collegio attorno a un conflitto di competenza e la sentenza lo scosse talmente da cadere malato; da allora non volle più mettere piede nella cattedrale per non incontrarsi con i canonici. Si vendicò redigendo il testamento, dettato al canonico Pietro De Zuanna l'11 maggio 1691: dispose di istituire la commissaria Berlendis (tuttora in attività) i cui "frutti" sarebbero andati per metà ai preti privi di benefici, purché frequentassero il coro della cattedrale, e per metà a infermi, vedove, prigionieri e donne convertite.

## Genealogia episcopale
La genealogia episcopale è:
- Cardinale Guillaume d'Estouteville, O.S.B.Clun.
- Papa Sisto IV
- Papa Giulio II
- Cardinale Raffaele Sansone Riario
- Papa Leone X
- Papa Paolo III
- Cardinale Francesco Pisani
- Cardinale Alfonso Gesualdo di Conza
- Papa Clemente VIII
- Cardinale Pietro Aldobrandini
- Cardinale Laudivio Zacchia
- Cardinale Antonio Barberini, O.F.M.Cap.
- Cardinale Alessandro Cesarini
- Arcivescovo Francesco Boccapaduli
- Vescovo Giulio Berlendis